# Смагин, Александр Сергеевич
Александр Сергеевич Смагин (род. 21 января 1971, Ижевск) — советский и российский хоккеист и тренер, генеральный менеджер ХК «Зауралье» Курган (с 2013).

## Биография
Александр Сергеевич Смагин родился 21 января 1971 года в городе Ижевске Удмуртской АССР.
В 12 лет записался в хоккейную школу. Воспитанник ижевской школы хоккея, один из наиболее знаменитых и успешных ижевских хоккеистов.
За десять сезонов в составе «Ижстали» набрал 302 очка (144+158) в 399 играх.
Провел также 6 игр в Суперлиге за «Нефтехимик» (Нижнекамск) в сезоне 2000/2001.
В 2006 году стал главным тренером ХК «Ижсталь», где проработал 5 сезонов и подал в отставку по собственному желанию 1 февраля 2011 года.
В 2011 году стал тренером, а затем и тренером-консультантом ХК «Молот-Прикамье» (Пермь) и по сути выполнял функции менеджера команды. Несмотря на многочисленные поступающие предложения тренировать команды высшей лиги и даже КХЛ, 1 декабря 2013 года стал генеральным менеджером ХК «Зауралье» . В первый же свой полноценный сезон «Зауралье» вышло в плей-офф с 9 места, где уступило будущему чемпиону.
Перед сезоном 2015/16 команда заметно усилилась, но в первой половине сезона так и не смогла закрепиться в первой восьмерке турнирной таблицы, как того требовало руководство. К тому же в конце ноября — начале декабря «Зауралье» выдало серию из пяти поражений подряд. В итоге 9 декабря 2015 года Сергей Душкин был уволен с поста главного тренера команды, а на его место приглашен Альберт Логинов — человек много лет проработавший помощником у Смагина-тренера.
Перед сезоном 2020/21 Смагин, проработавший до этого семь лет на должности генерального менеджера, возобновил тренерскую карьеру и 26 мая 2020 года стал главным тренером «Зауралья», сохранив при этом предыдущий пост.
10 ноября 2020 года передал полномочия главного тренера курганского клуба Александру Прокопьеву, оставшись при этом на должности генерального менеджера зауральцев.

## Статистика (главный тренер)
| Команда  | Турнир-сезон        | Регулярный сезон | Регулярный сезон | Регулярный сезон | Регулярный сезон | Регулярный сезон | Регулярный сезон | Регулярный сезон | Регулярный сезон | Плей-офф | Плей-офф | Плей-офф                       |
| Команда  | Турнир-сезон        | И                | В                | ВО/ВБ            | Н                | ПО/ПБ            | П                | О                | Результат        | В        | П        | Результат                      |
| -------- | ------------------- | ---------------- | ---------------- | ---------------- | ---------------- | ---------------- | ---------------- | ---------------- | ---------------- | -------- | -------- | ------------------------------ |
| Ижсталь  | Высшая Лига 2006-07 | 56               | 31               | 3                | 8                | 3                | 11               | 110              | 1-е на Востоке   | 6        | 6        | уступили в матчах за 3-е место |
| Ижсталь  | Высшая Лига 2007-08 | 52               | 21               | 9                | —                | 5                | 17               | 86               | 6-е на Востоке   | 0        | 3        | уступили в 1/8 финала          |
| Ижсталь  | Высшая Лига 2008-09 | 60               | 30               | 7                | —                | 5                | 18               | 109              | 1-е в зоне Центр | 5        | 4        | уступили в 1/4 финала          |
| Ижсталь  | Высшая Лига 2009-10 | 48               | 23               | 5                | —                | 7                | 13               | 86               | 3-е в зоне Центр | 4        | 5        | уступили в 1/4 финала          |
| Ижсталь  | ВХЛ 2010-11         | 45               | 16               | 6                | —                | 3                | 20               | 63               | отставка         | —        | —        | —                              |
| Зауралье | ВХЛ 2020-21         | 18               | 4                | 1                | —                | 3                | 10               | 13               | отставка         | —        | —        | —                              |

## Семья
Брат Сергей Смагин (род. 24 января 1981) — хоккейный судья.